# Machi
Machi (jap. 町; in der Kun-Lesung) oder Chō (ebenfalls 町; in der On-Lesung) bezeichnet zwei Arten von Verwaltungseinheiten in Japan.

## Eigenständige Gemeinden
Nach dem chihō-jichi-hō (地方自治法, „Gesetz über lokale Selbstverwaltung“) von 1947 wie schon vorher nach den Präfektur- und Gemeindeordnungen des Kaiserreichs sind Machi neben Mura und Shi (zusammen 市町村, shi-chō-son) einen der drei regulären Gemeindetypen und eine direkte Untergliederung einer japanischen Präfektur (To/Dō/Fu/Ken). Im Japanischen werden die Namen dieser Gemeinde in der Regel zusammen mit dem Suffix -machi/-chō genannt. Bis zur Abschaffung der Kreise (-gun) als Verwaltungseinheit in den 1920er Jahren waren -machi/-chō den Kreisverwaltungen untergeordnet (mit einigen wenigen Ausnahmen bei entlegenen Inselgemeinden, die durch Unterpräfekturen schon vorher unmittelbar der Präfekturverwaltung unterstanden).
Im Unterschied zum meistens kleineren ländlichen Mura (die größten haben aber fast 40.000 Einwohner) handelt es sich bei Machi um urbane Gemeinden, die in den meisten Fällen mit einer europäischen Kleinstadt vergleichbar sind. Die größten machi der Geschichte, Vororte der Stadt Tokio in der Präfektur Tokio vor 1932, hatten allerdings über 100.000 Einwohner. Nach der Heisei-Gebietsreform der 2000er Jahre haben heute die größten Machi etwa 50.000 Einwohner, 2019 war Fuchū-chō in der Präfektur Hiroshima die landesweit größte.
Am 8. März 2010 lag die Zahl der Shi (kreisfreie Städte; in vielen Fällen auch Großstädte, die kleinsten haben allerdings weniger als 10.000 Einwohner) in Japan mit 784 erstmals höher als die Zahl der Machi (783). Zu Beginn der Heisei-Gebietsreform (Heisei Daigappei) hatte es im April 1999 noch 670 Shi und 1994 Machi gegeben. Die Zahl der Dörfer/Landgemeinden (Mura) sank im gleichen Zeitraum von 568 auf 187.
Anfang Dezember 2018 gab es laut e-Stat 745 町 als (Land-/Klein-/historisch kreisangehörige) Städte, von denen 467 als ちょう chō und 278 als まち machi gelesen werden. Es handelt sich nicht scharf abgegrenzt um eine regionale Verteilung; aber insgesamt ist für die Städte in fast allen westjapanischen Präfekturen die Lesung -chō vorherrschend (Ausnahmen: Fukuoka, Ōita, Kumamoto und je nach Ost-West-Abgrenzung Teile Zentraljapans), in großen Teilen von Ostjapan ist -machi häufiger (Ausnahmen: Hokkaidō, Iwate und je nach Ost-West-Abgrenzung Teile Zentraljapans), wobei in einer Reihe von Präfekturen sowohl -machi als auch -chō existieren, beispielsweise in Yamanashi sechs -chō und zwei -machi.

## Gemeindeteile
Innerhalb einer japanischen Stadt bezeichnet man damit Orts-/Stadtteile, viele enthalten auch im Namen den Zusatz -machi oder -chō. In staatlich designierten Großstädten (seirei shitei toshi) sind sie eine Untergliederung der Stadtbezirke (Ku); in kleineren Kommunen und in den 23 Bezirken Tokios sind sie die nächstgrößere Gliederungseinheit nach der kommunalen Ebene. Anders als bei deutschen Stadtteilen handelt es sich um klar umgrenzte Verwaltungseinheiten. Für Ortsangaben in Städten spielt Machi/Chō eine vergleichbare Rolle wie Straßen in Mitteleuropa.
Die nächste Untergliederung eines Machi/Chō spricht sich wiederum „Chō“, allerdings mit anderem Schriftzeichen (丁). Während das größere Machi/Chō (町) Eigennamen trägt, in denen es entweder als „-machi“ oder als „-chō“ gelesen wird, werden die kleineren Chō (丁) durchweg nummeriert.